# Michael Smith
|  | Per a altres significats, vegeu «Michael John Smith». |

Michael Smith   (Blackpool, 26 d'abril de 1932 - Vancouver, 4 d'octubre de 2000) fou un químic, bioquímic i professor universitari canadenc, d'origen britànic, guardonat amb el Premi Nobel de Química l'any 1993.

## Biografia
Va estudiar química a la Universitat de Manchester, on es doctorà el 1956. Aquell mateix any es traslladà al Laboratori de Har Gobind Khorana de la Universitat de la Colúmbia Britànica, i posteriorment es dedicà a la docència a la Universitat de Wisconsin, situada als Estats Units, i finalment a la Universitat de la Colúmbia Britànica, d'on fou nomenat director del Laboratori de Biotecnologia. Smith morí l'any 2000 a la ciutat de Vancouver, ciutat situada a la província de Colúmbia Britànica.

## Recerca científica
Interessat en la recerca científica sobre l'ADN, va buscar mètodes per poder recodificar l'àcid desoxiribonucleic en punts concrets, el que es conegué com a mutagènesi dirigida, per poder variar així la composició, forma i propietats de les proteïnes.
L'any 1993 fou guardonat amb la meitat del Premi Nobel de Química «pel desenvolupament d'un mètode per la mutació, mutagen, de l'Àcid Desoxiribonucleic». L'altra meitat del premi recaigué en Kary Banks Mullis pel desenvolupament de la reacció en cadena de la polimerasa.